# Rede von JD Vance auf der 61. Münchner Sicherheitskonferenz
Der amerikanische Vizepräsident JD Vance hielt am 14. Februar 2025 auf der 61. Münchner Sicherheitskonferenz eine vielbeachtete Rede. Darin warf er den Europäern Defizite in Bezug auf Demokratie und Meinungsfreiheit vor. Politische Beobachter sahen in der Rede Anzeichen einer Entfremdung zwischen den Vereinigten Staaten und ihren europäischen Verbündeten.

## Hintergrund
Die Münchner Sicherheitskonferenz (MSC) ist eine von hochrangigen Militärs und Politikern besuchte jährlich stattfindende Konferenz zur internationalen Sicherheitspolitik. JD Vance, der 2024 als US-Senator an der Konferenz teilgenommen hatte, hielt die Rede inmitten wachsender Spannungen über Veränderungen in den Beziehungen zwischen den USA und Europa unter der zweiten Trump-Regierung und im Hinblick auf die russische Invasion in der Ukraine seit 2022 sowie eine politische und wirtschaftliche Krise in Rumänien. Kurz vor der Konferenz führte US-Präsident Trump ein Telefongespräch mit dem russischen Präsidenten Putin, in dem sie vereinbarten, Friedensverhandlungen bezüglich der russischen Invasion in der Ukraine zu beginnen. Europa sollte offenbar nicht an den Verhandlungen beteiligt werden. Die Außenminister mehrerer europäischer Länder betonten, dass die Europäische Union am Verhandlungsprozess teilhaben müssten. Zudem hatte der US-amerikanische Verteidigungsminister Hegseth am Tag vor Beginn der Konferenz, an der er nicht teilnahm, auf dem NATO-Treffen in Brüssel die US-amerikanischen Vorstellungen, darunter keine Rückkehr zu den Grenzen von 2014, keine NATO-Mitgliedschaft der Ukraine und keine US- oder NATO-Streitkräfte zur Friedenssicherung im Land Ukraine, verkündet.

## Kernpunkte
Die zentrale These der Rede war, dass das, was Vance als interne Bedrohungen bezeichnete, die größte Gefahr für die europäische Demokratie seien, nicht externe Herausforderungen durch Länder wie Russland oder die Volksrepublik China. Vance nannte die Masseneinwanderung Europas größtes Problem. Er verwies auf Rekordzahlen von im Ausland geborenen Einwohnern in Deutschland und eine erhöhte EU-Einwanderung aus Nicht-EU-Ländern. Diese sei durch „bewusste Entscheidungen“ europäischer Staats- und Regierungschefs verursacht worden. Vance brachte den Auto-Rammangriff eines Afghanen auf eine Demonstration in München am Vortag des Konferenzbeginns mit dem Thema in Verbindung und plädierte für eine stärkere Reaktion auf die Bedenken der Öffentlichkeit hinsichtlich der Migration.

### Legitimität demokratischer Institutionen
JD Vance behauptete in seiner Rede, europäische demokratische Institutionen und das Recht auf freie Meinungsäußerung würden untergraben.
Er warf europäischen Politikern insbesondere vor, „Wahlen abzusagen“, und bezog sich dabei auf die Annullierung der ersten Runde der Präsidentschaftswahl in Rumänien am 24. November 2024, die der unabhängige nationalistische Kandidat Călin Georgescu gewonnen hatte, nachdem Berichte über russische Internet- und Tiktok-Kampagnen zur Förderung von Georgescu aufgetaucht waren. Vance kritisierte den Ansatz europäischer Beamter in Bezug auf die Integrität von Wahlen und argumentierte, dass demokratische Systeme robust genug sein sollten, um externen Einflussversuchen standzuhalten. Vance verglich die Annullierung mit Praktiken aus der Sowjetzeit und sagte: „Wenn ihre Demokratie durch ein paar Hunderttausend Dollar digitaler Werbung aus einem anderen Land zerstört werden kann, dann war sie von Anfang an nicht sehr stark.“ Er sagte, die rumänischen Gerichte hätten die Annullierung der Wahlen unter dem Druck „fadenscheiniger Verdächtigungen eines Geheimdienstes und enormen Drucks seitens der kontinentalen Nachbarn“ beschlossen, womit er wohl die Europäische Union meinte. Er verurteilte insbesondere Äußerungen des ehemaligen EU-Kommissars Thierry Breton als „arrogant“ und sagte, dieser habe im Fernsehen „erfreut geklungen, dass die rumänische Regierung gerade eine ganze Wahl annulliert hat“.

### Meinungsfreiheit
Vance warf den europäischen Staats- und Regierungschefs vor, „hässliche, aus der Sowjetzeit stammende Begriffe wie Desinformation und Fehlinformation“ zu verwenden, um „alte, fest verwurzelte Interessen“ gegenüber alternativen Standpunkten zu verbergen, die „möglicherweise eine andere Meinung vertreten oder, Gott bewahre, anders abstimmen – oder, noch schlimmer, eine Wahl gewinnen könnten“. Vance verurteilte auch die britische Regierung (Kabinett Starmer) scharf für ihre „abtrünnigen“ Gesetze zur Meinungsfreiheit und nannte Adam Smith Connor, der inhaftiert wurde, weil er eine „Sicherheitszone“ um eine Abtreibungsklinik in Bournemouth durchbrochen hatte.
Vance verurteilte zwar die EU-Kommission für ihre angebliche Verwendung aus der Sowjetzeit stammender Begriffe wie „Disinformation and Misinformation“, benutzte hingegen selbst den nicht korrekten Ausdruck commissars of the EU, anstelle von commissioners, um auf die sowjetischen Volkskommissare anzuspielen.
Vance kritisierte auch die Verurteilung eines christlichen Aktivisten in Schweden wegen der Verbrennung eines Korans als strafrechtliche Verfolgung religiöser Meinungsäußerung, das polizeiliche Vorgehen gegen antifeministische Äußerungen in Deutschland und Briefe der schottischen Regierung an Menschen in Schottland, deren Häuser in Sicherheitszonen lagen, in denen sie angeblich gewarnt wurden, dass private Gebete verboten seien.
In seiner gesamten Ansprache betonte Vance die Bedeutung demokratischer Legitimität und Volkssouveränität. Er argumentierte, die europäischen Staats- und Regierungschefs sollten die öffentliche Meinung annehmen und nicht fürchten – auch dann nicht, wenn sie etablierte Positionen in Frage stellt. Die Rede enthielt konkrete Kritik an der Münchner Sicherheitskonferenz selbst, weil sie bestimmte populistische politische Führer von der Teilnahme ausgeschlossen hatte. In Bezug auf die US-Innenpolitik kritisierte Vance den ehemaligen US-Präsidenten Joe Biden für die Zusammenarbeit mit Social-Media-Unternehmen, um „Fehlinformationen“ zu zensieren. Darunter fiel auch Vances Behauptung, dass SARS-CoV-2 möglicherweise aus einem Labor in Wuhan ausgetreten sei. Vance versicherte, dass die Trump-Regierung „genau das Gegenteil“ der angeblichen Unterdrückung abweichender Stimmen durch die Biden-Regierung tun werde. Er sagte weiter, dass „wenn die amerikanische Demokratie 10 Jahre Greta-Thunberg-Schelte überleben kann, könnt ihr Jungs ein paar Monate Elon Musk überleben“. Damit bezog er sich dabei auf Vorwürfe der Wahlbeeinflussung gegen Musk, weil dieser die AfD propagiert.

### Beziehungen zwischen der Europäischen Union und den USA
Die Rede behandelte mehrere Aspekte der Beziehungen zwischen den USA und der EU, darunter Verteidigungsausgaben und Sicherheitszusammenarbeit. Während Vance das Engagement der Trump-Regierung für die europäische Sicherheit bekräftigte, betonte er die Notwendigkeit erhöhter europäischer Verteidigungsbeiträge. Er erwähnte insbesondere die Möglichkeit einer „vernünftigen Lösung“ zwischen der Ukraine und Russland. Er kritisierte auch die europäische Rhetorik, den Westen gegenüber Russland und der Ukraine als „Verteidigung der Demokratie“ darzustellen, im Gegensatz zu seinen früheren Beispielen angeblicher Verstöße gegen demokratische Prinzipien in Europa.

## Rezeption
Beobachter und Kommentatoren bezeichneten die Rede als Erklärung eines „ideologischen Krieges“ und eines „Kulturkriegs“ der USA gegen ihre europäischen Verbündeten.
CNN schrieb, dass die meisten Konferenzteilnehmer, die Vances Rede hörten, „mit versteinerter Miene dasaßen“ und seiner Rede kaum applaudierten.
Vance erwähnte den Russland-Ukraine-Krieg nur kurz und enttäuschte damit die Teilnehmer, die gehofft hatten, mehr über die Pläne der zweiten Trump-Regierung für Friedensverhandlungen zu erfahren.
Ein ungenannter osteuropäischer Vertreter sagte, Vances Rede sei das einzige Thema, das andere Beamte während des Gipfels diskutierten. Mehrere Diplomaten und Beamte der Vereinigten Staaten und Europas äußerten ihre Bestürzung über die Rede. Einer sagte, sie habe „einen Raum voller Menschen mit offenem Mund“ verursacht. Ein ehemaliges demokratisches Mitglied des US-Repräsentantenhauses warf Vance vor, Europa für dessen Reaktion auf die Wahleinmischung durch Russland zu kritisieren, und sagte, Vance mische sich auch in die europäischen Wahlen ein.
John Cornyn, republikanischer Senator für Texas, äußerte die Hoffnung, dass die Rede den Europäern bewusst gemacht habe, dass „ihre Trittbrettfahrt auf den Rockschößen Amerikas“ zu Ende sei. Ein namentlich nicht genannter ehemaliger hochrangiger US-Diplomat beschrieb die Rede als „Weckruf“ an Europa, dass Europa es nicht mehr mit denselben USA zu tun habe, an die es jahrzehntelang gewöhnt war.
Der deutsche Verteidigungsminister Boris Pistorius sprach unmittelbar nach Vance. Er wich von seinem Redemanuskript ab, ging auf Vances Rede ein und sagte unter anderem, Vances Vergleich von Teilen Europas mit autoritären Regimen sei „nicht akzeptabel“.
Kaja Kallas (seit Dezember 2024 EU-Außenbeauftragte und Vizepräsidentin in der Kommission von der Leyen II) sagte, sie habe das Gefühl, die USA wollten „Streit mit uns anfangen“.
Schwedens Außenministerin Maria Malmer Stenergard wollte sich nicht direkt zu Vances Erwähnung der Koranverbrennungen äußern.
Der ehemalige schwedische Ministerpräsident Carl Bildt nannte Vances Rede „deutlich schlechter als erwartet“ und warf Vance vor, sich zugunsten der rechtsextremen AfD eklatant in den Wahlkampf vor der vorgezogenen Bundestagswahl 2025 einzumischen.
Norwegens Ministerpräsident Jonas Gahr Støre sagte, Vance könne zwar auf dem MSC jeden beliebigen Punkt ansprechen, er stimme aber nicht zu, dass die „mutmaßliche“ Aushöhlung der Meinungsfreiheit in Europa wichtiger sei als die anhaltenden Sicherheitsprobleme in Bezug auf die Ukraine, Russland und China.
Le Monde schrieb, Vances Rede sei eine „ideologische Kriegserklärung“ gegen Europa.
Politico beschrieb die Rede als „Abrissbirne“ für den Gipfel und als einen Kulturkrieg, den sie nach Europa gebracht habe. Autoren des Guardian überprüften Teile der Rede auf ihren Wahrheitsgehalt und berichteten über Ungenauigkeiten und Falschdarstellungen.
Als Reaktion auf Vances Bemerkungen zum Safe Access Zones Act der schottischen Regierung, der im September 2024 in Schottland in Kraft trat, verurteilte ein Sprecher der schottischen Regierung Vances Behauptungen. Es seien keine Briefe verschickt worden, dass Menschen nicht in ihren Häusern beten dürften; der Safe Access Zones Act solle nur absichtliches oder rücksichtsloses Verhalten sanktionieren. Gillian Mackay, Mitglied des schottischen Parlaments, die für die Ausarbeitung des Gesetzes verantwortlich war, nannte Vances Bemerkungen „Unsinn“ und sagte, Vance sei entweder „sehr schlecht informiert“ oder stelle es „wissentlich falsch dar“.
Medien verglichen die Behauptung von Vance, die Meinungsfreiheit in Europa sei in Gefahr, mit dem restriktiven Verhalten der zweiten Regierung Trump gegenüber Medien in den USA.
Die zweite Regierung Trump schließt unliebsame Medien von Pressekonferenzen aus, sanktioniert oder verklagt sie.
Die Schweizer Bundesrätin und turnusgemäße Bundespräsidentin Karin Keller-Sutter von der FDP lobte die Rede von Vance als „Plädoyer für die direkte Demokratie“. Nach Kritik, insbesondere von Politikern der Mitte-Partei und der Grünen, sagte sie, sie habe sich auf die Aussage bezogen, man müsse auf die Bevölkerung hören und die Meinungsfreiheit garantieren. Es stehe ihr nicht zu, Aussagen über die USA oder Europa zu kommentieren.